# Boudy
Boudy (německy Buda) jsou obec v okrese Písek v Jihočeském kraji. Žije zde 207 obyvatel.

## Historie
První písemná zmínka o vesnici pochází z roku 1649.

## Obyvatelstvo
| Rok            | 1869 | 1880 | 1890 | 1900 | 1910 | 1921 | 1930 | 1950 | 1961 | 1970 | 1980 | 1991 | 2001 | 2011 | 2021 |
| -------------- | ---- | ---- | ---- | ---- | ---- | ---- | ---- | ---- | ---- | ---- | ---- | ---- | ---- | ---- | ---- |
| Počet obyvatel | 583  | 610  | 547  | 554  | 504  | 467  | 408  | 342  | 301  | 246  | 232  | 207  | 180  | 191  | 215  |
| Počet domů     | 83   | 87   | 90   | 92   | 84   | 88   | 84   | 85   | 80   | 76   | 73   | 93   | 104  | 114  | 118  |

## Obecní správa
Mezi lety 1850–1879 Boudy patřily jako osada obce k Cerhonicím v okrese Písek. V letech 1880–1959 byly obcí. V letech 1960–1990 patřily jako část města k Miroticím a od 24. listopadu 1990 je opět samostatnou obcí.

## Pamětihodnosti
- Na dolním konci návsi stojí kaple.[8]
- Na horním konci návsi stojí kaple svatého Josefa z roku 1804. Byla stavěna z darů a finanční spoluúčasti místních občanů. Ale sbírka nepokryla náklady na stavbu a tak byla ještě v roce 1807 rozestavěná.[8]
- Na návsi před kaplí se nalézá kamenný pomník obětem první světové války z roku 1924. Datace je uvedena na spodní části podstavce. Na památníku je vyznačeno 19 jmen budských padlých.
- Na jižním okraji obce se nachází panský budský dvůr, který v roce 1712 začala budovat písecká obec. Zprvu zde byl ovčín, stodola se stájí a dvorský rybník. Později bylo postaveno obytné dvorské stavení.
- Na vrchu Hrad se dochovaly terénní pozůstatky budského hradiště z konce doby halštatské. Pod vrchem se nachází mohyly.
- V obci a v okolí se nachází celá řada křížů. Na návsi se nalézá kříž na zdobném kamenném podstavci. V spodní části je uvedena zpola čitelná datace. V obdélníkovém štítku kříže je špatně čitelný nápis: „Pán Ježíš Kristus Ku cti a chvále Boží věnují Vojtěch a Anna Obermajerovi.“ Přímo v obci, u ohradní zdi se nachází kříž rodiny Bočkovy. Ramena i tělo kříže je zdobeno rostlinnými motivy. U paty kříže je motiv anděla. Nad ním je v obdélníkové desce nápis: „Věnováno čestné památce našich drahých synů, JOSEFA A ANTONÍNA BOČKA padlých v Itálii 1916. stár 28 r. na slovensku 1919. stár 24 r. Budiž jim cizí země lehká.“ Na kamenném podstavci, pod motivem anděla jsou umístěny oválné podobenky obou padlých. Pod podobenkami na podstavci je umístěna poškozená deska s věnováním a s obdélníkovou podobenkou. Na pamětní desce je nápis: „TAK MÁLO ŽIV? A TOLIK BOLU V NĚM. KAREL BOČEK BYL ZASTŘELEN V REVOLUČNÍM BOJI NA WILSONOVĚ NÁDRAŽÍ DNE 6. V. 1945 VE STÁŘÍ 56 R. ČEST JEHO PAMÁTCE!“

Poblíž panského budského dvora se nalézá udržovaný kříž na jednoduchém vysokém kamenném podstavci. Kříž je zdoben rostlinnými motivy a nad sochou Krista je umístěný christogram INRI. U cesty do Mirotic se na okraji obce nalézá další kříž. Podstavec kříže je velmi vysoký a jednoduchý. Tělo kříže je také zdobeno rostlinnými motivy. U paty kříže je deska bez nápisu zdobená motivy andělíčků. Nad hlavou Krista a svatozáří je christogram. Na rozcestí mezi Hájkovkou a Zelenou horou se nachází nachýlený kříž na vysokém kamenném podstavci. Kulatý štítek kříže je poničený. Na zbývající polovině je část zpola čitelného nápisu: Pochválen buď Pán… Na spodní části podstavce je umístěna deska s nečitelným věnováním, ale pravděpodobně zde stálo: „Ku cti a chvále boží od manželů ANNY a MATĚJE NACHLINCER Věnováno k věčné vzpomínce. 1883.“
- Výklenková kaple Panny Marie se nachází u původní staré cesty do Pohoří v lese u hájovny U Nováků.[9]
- Na samotě nazývané U Nováků se nalézá udržovaný, zdobný kříž na velmi vysokém kamenném podstavci. Podstavec kříže nese dataci 1853. Na zdobném, oválném štítku kříže je nápis: „Ke cti a chvále Boží postavil r. 1853 Vojtěch Novák Obnovila r. 1971 Marie Nováková.“ V ohradní zdi zahrady proti domu čp. 35 výklenek pro sochu světce.
- Z nezařaditelných sakrálních objektů je poblíž v obci jeden k nalezení. Nachází se u komunikace směrem na Rakovice v lese Chlum. Nese jméno svatého Vintíře. Na trojúhelníkovém podstavci se na třech koulích nachází jehlan. Jeho výška je zhruba šest metrů. Původně míval ve třech nikách postavy svaté Ludmily, svatého Václava a svatého Vintíře. Také původní malby nejsou zřetelné. Podle domněnek zde mělo být údajné pohřebiště francouzských vojáků nebo důstojníků, kteří měli být popraveni pro vzpouru.[10]
- Nedaleko, poblíž přírodní památky Malý Kosatín, se nachází tzv. Kosatínský viklan, okolo kterého prochází Alšova naučná stezka.

## Pověst
Pověst se vztahuje ke kříži na samotě U Nováků. Venkovské usedlosti na této samotě byly postaveny okolo roku 1747. Jsou nazývané Na Parýzu. V držení rodu Nováků je po osm generací dům čp. 36. Spisovatelka Teréza Nováková zde čerpala námět pro svou povídku Železný kříž. V roce 1825 si děti místního hospodáře během žní hrály samy bez dozoru. Nejmladší dcera Barbora spadla do nádrže s vodou poblíž stavení a tragicky utonula. Zdrcený hospodář vztyčil kříž, který sám donesl z rožmitálských hutí. Podle povídky se toto událo v roce 1836, v tomto roce měl být postavený i kříž. Podle zápisů v rodinné kronice k utonutí tříleté Barbory došlo v roce 1825, kříž byl postaven roku 1853.

## Galerie

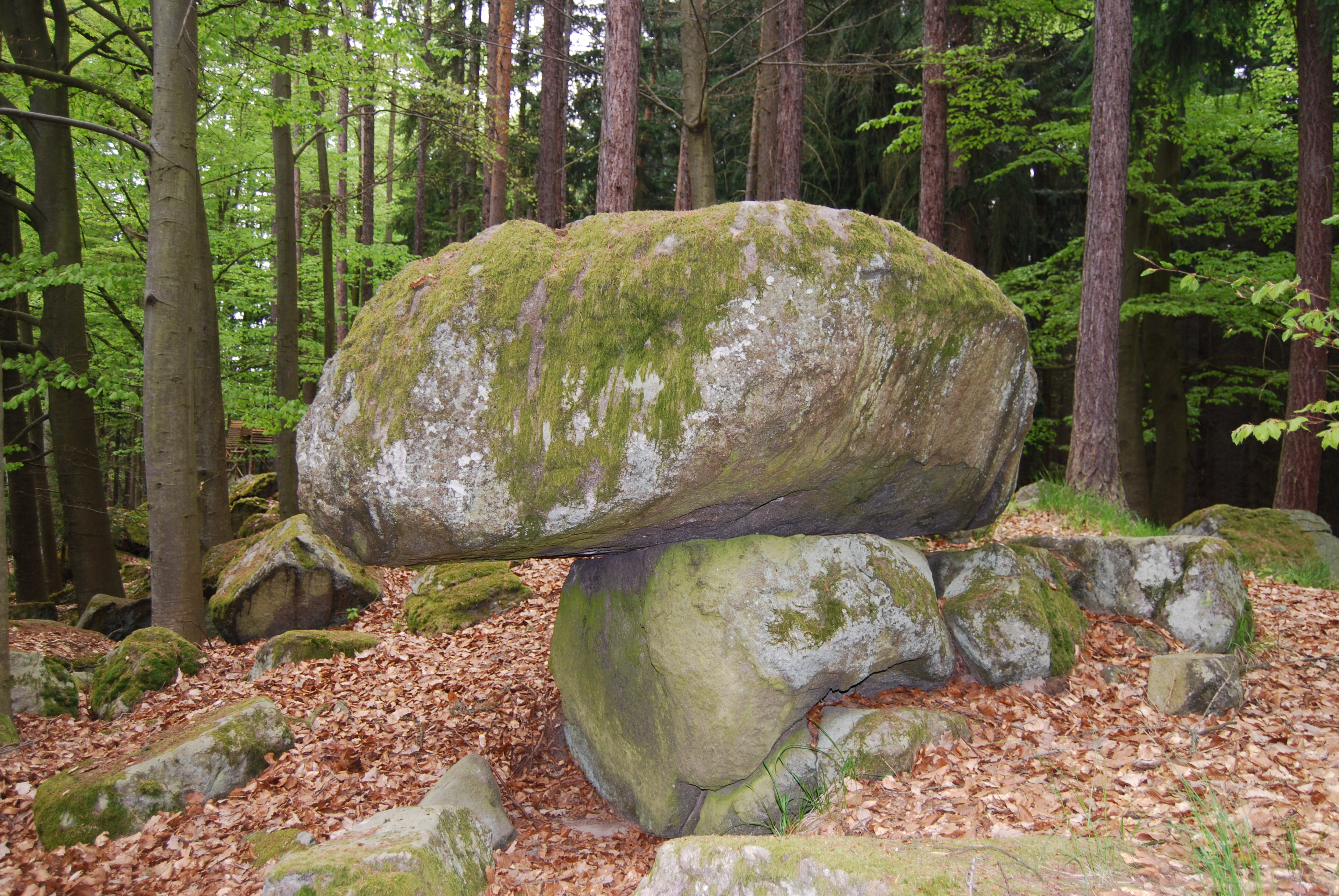
Kosatínský viklan
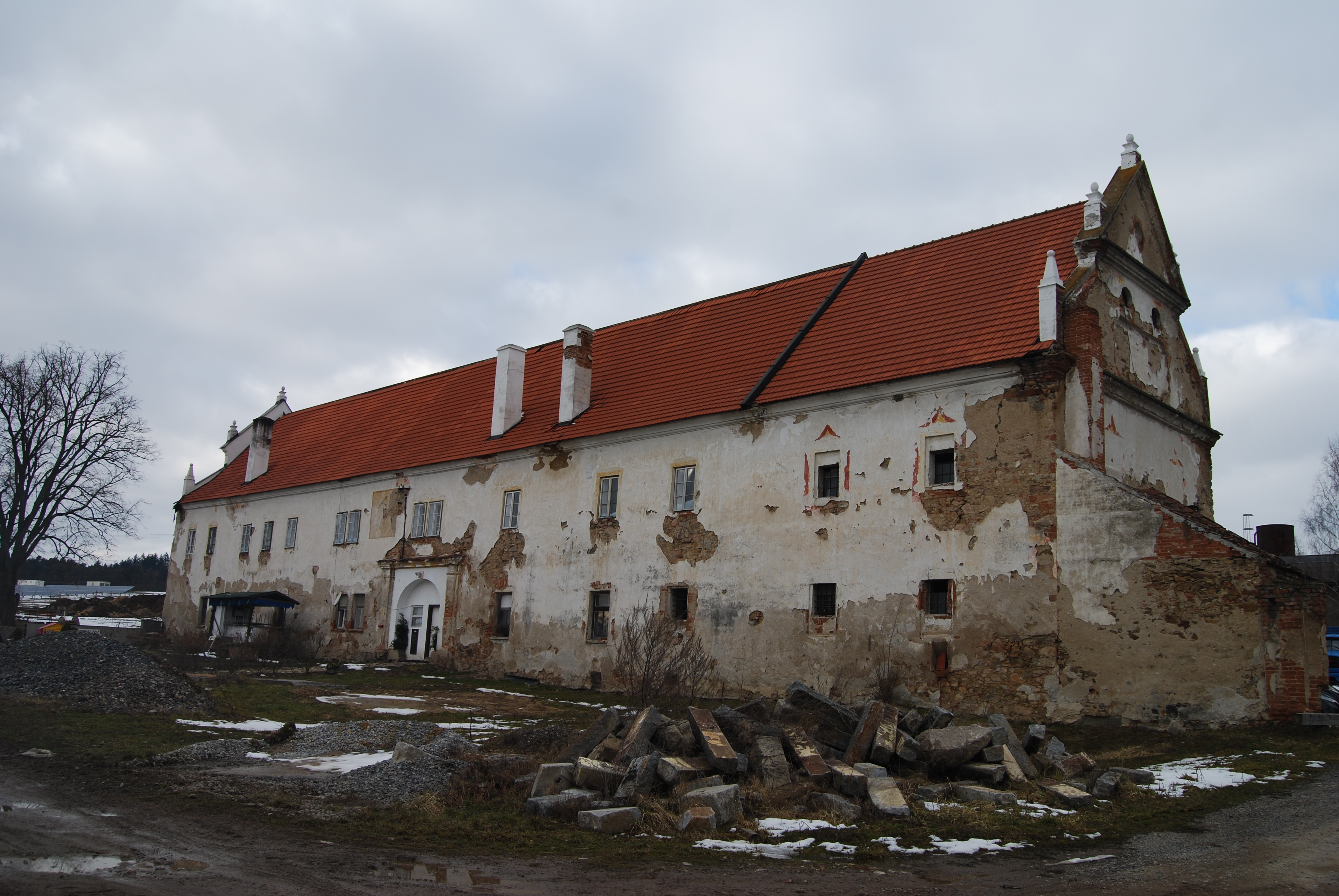
Budský dvůr
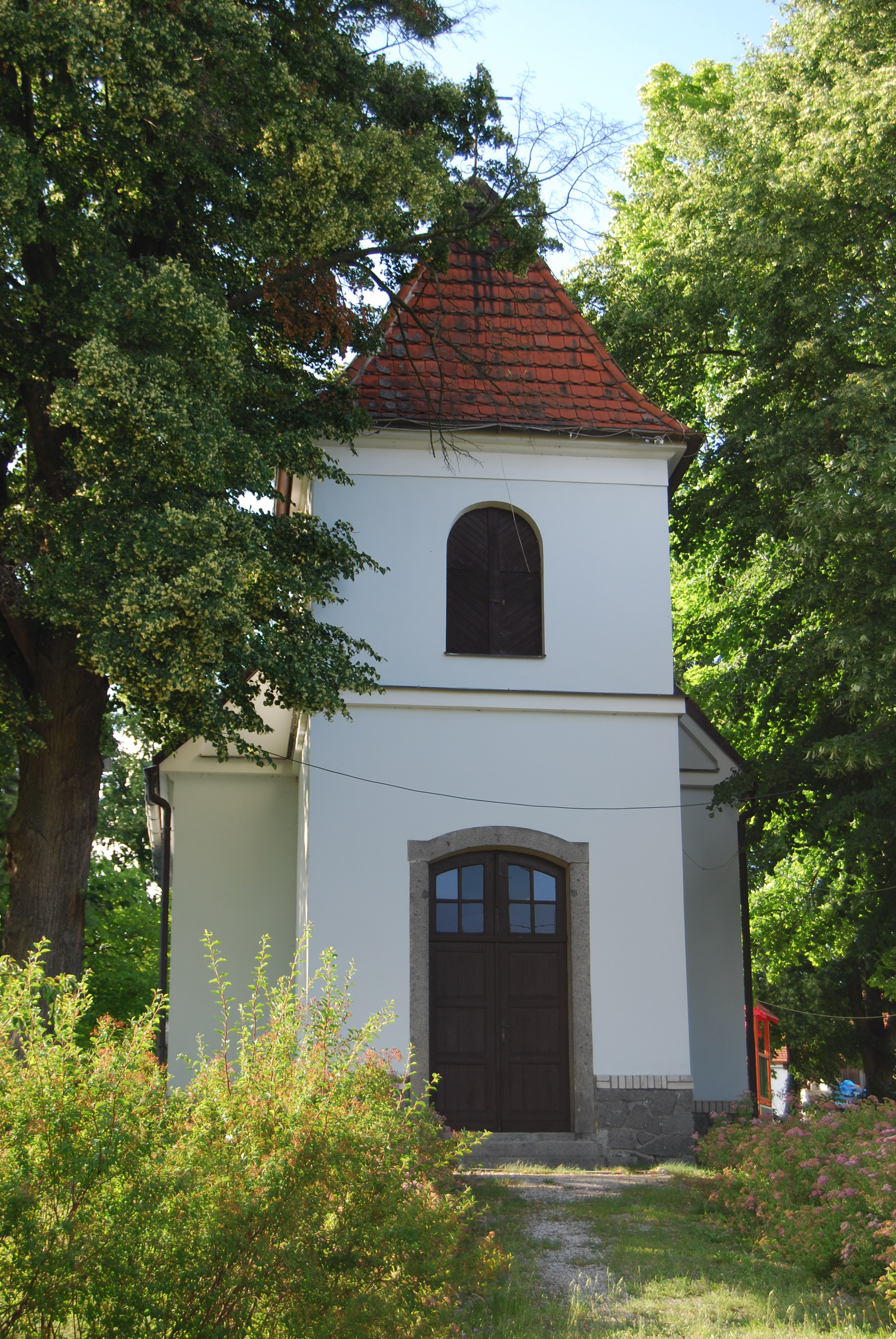
Návesní kaple
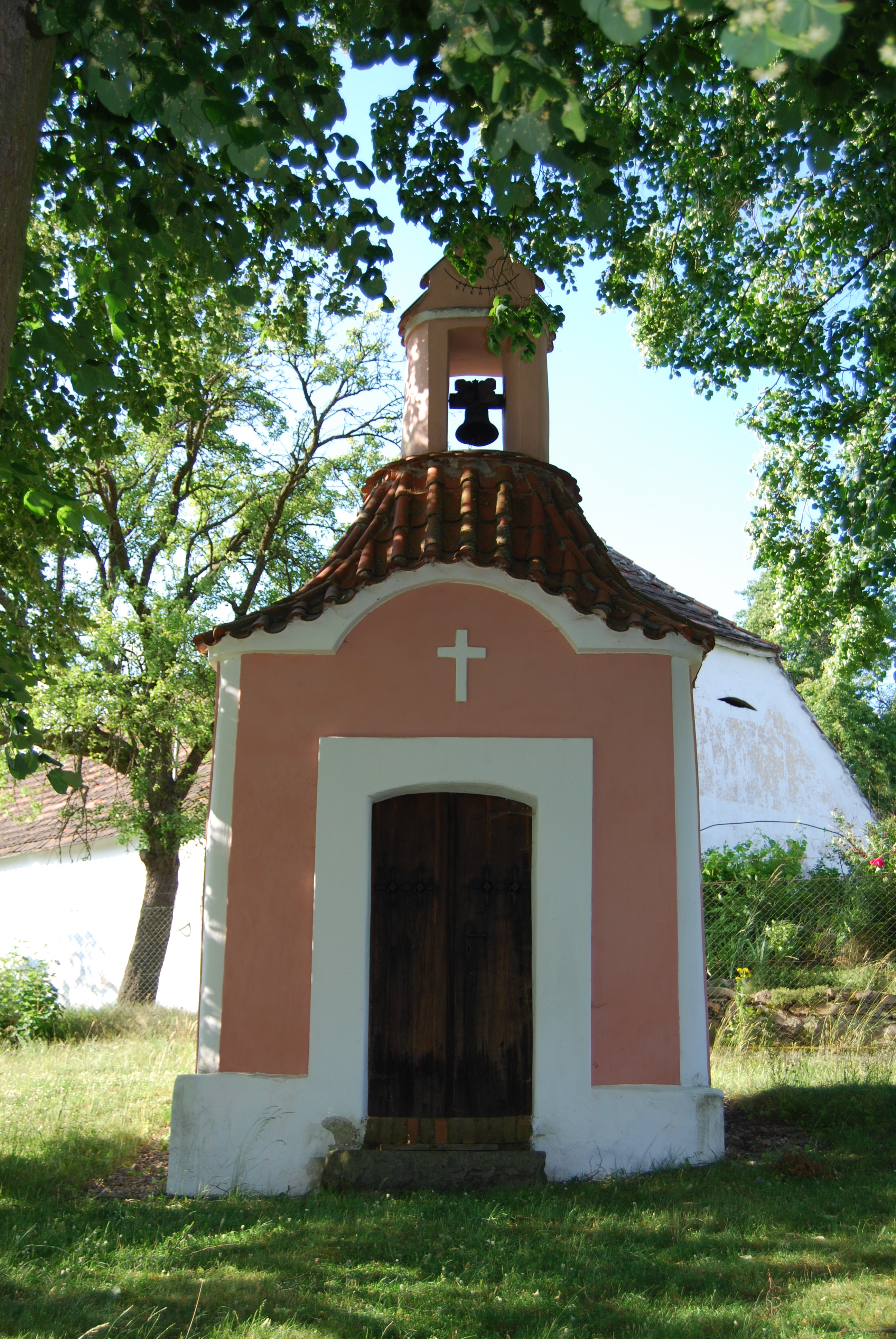
Kaple svatého Josefa
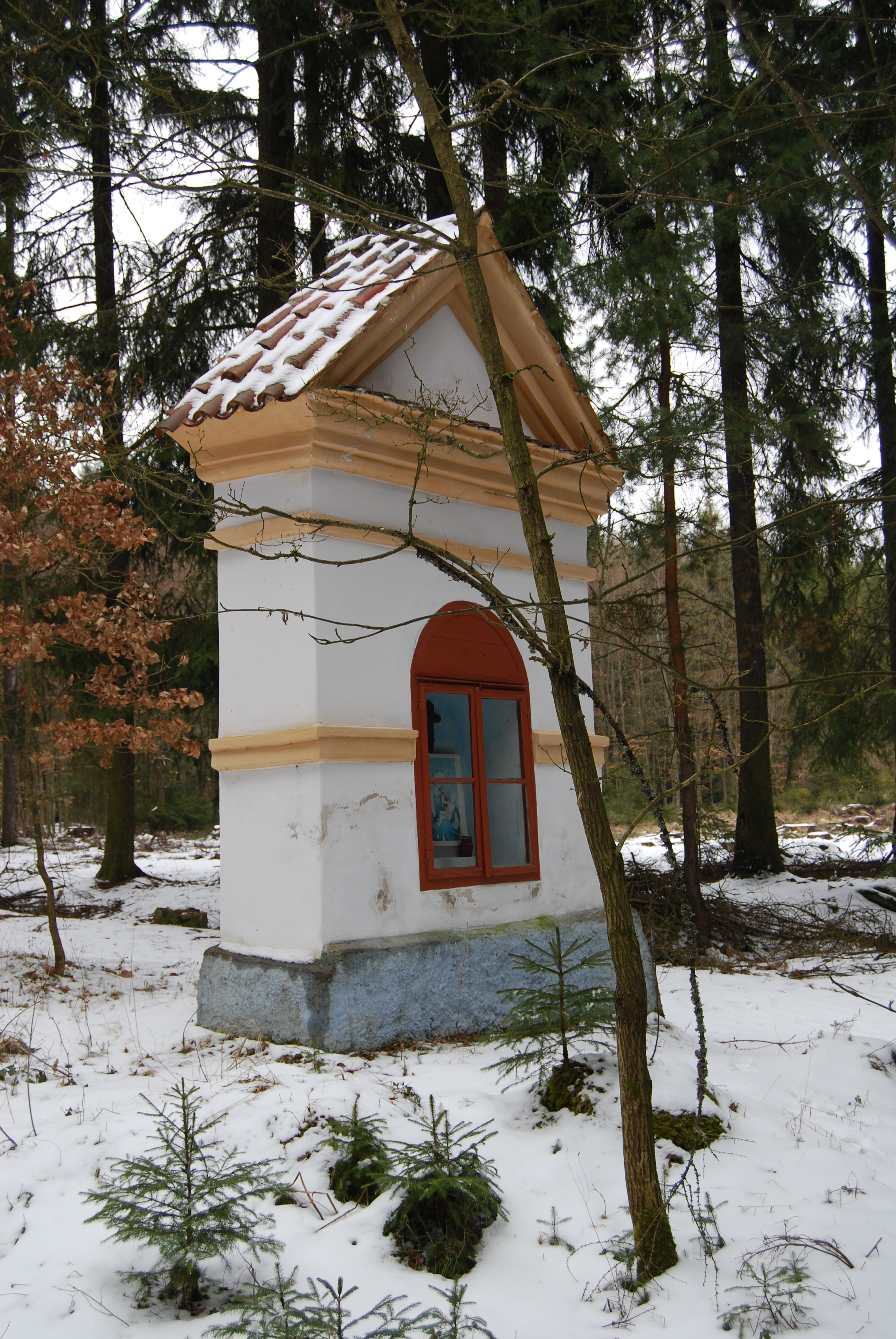
Kaple Panny Marie
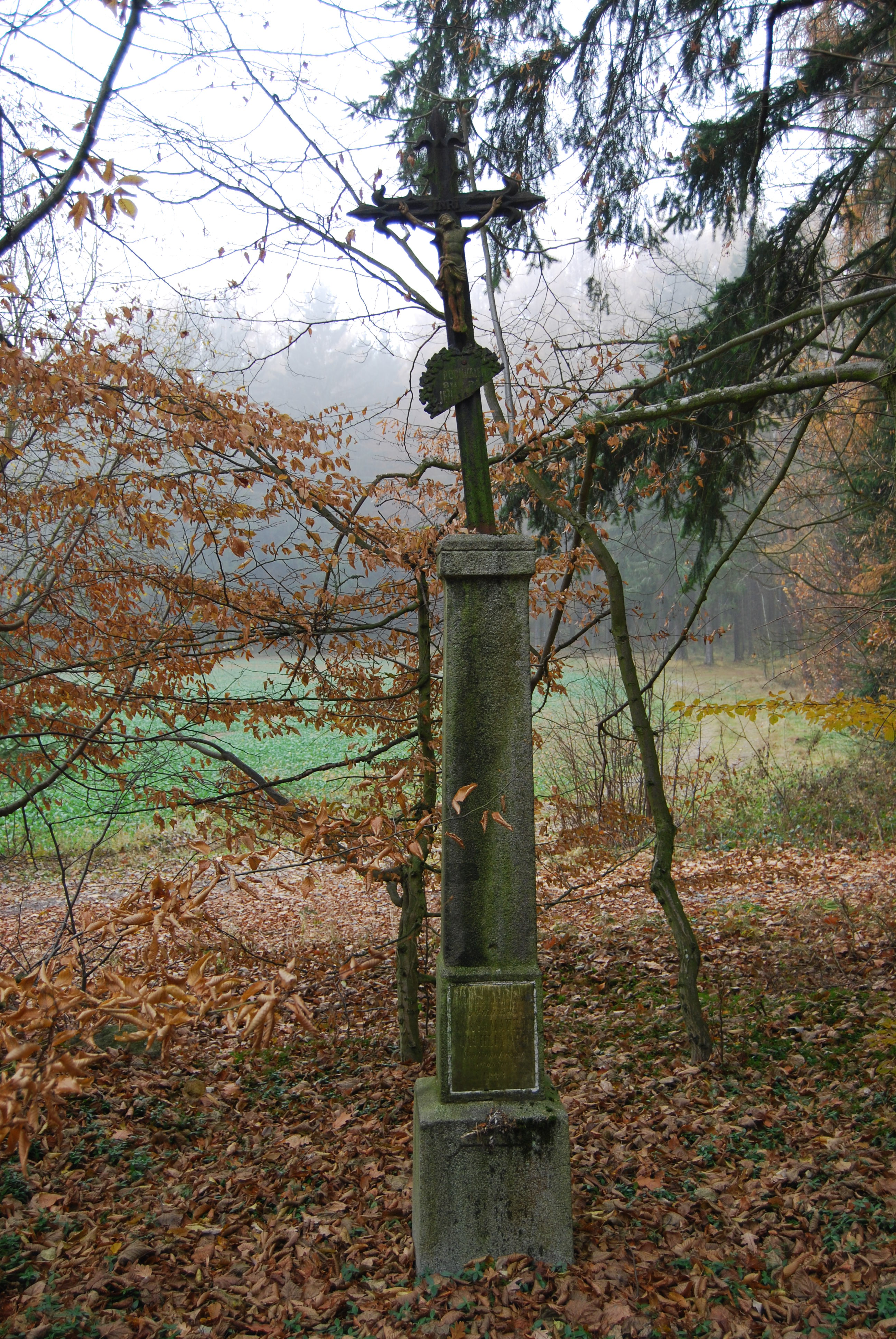
Kříž poblíž obce